# WASP-57
WASP-57 — одиночная звезда в созвездии Весов на расстоянии приблизительно 1314 световых лет (около 403 парсек) от Солнца. Видимая звёздная величина звезды — +13,04m.
Вокруг звезды обращается, как минимум, одна планета.

## Характеристики
WASP-57 — жёлтый карлик спектрального класса G6. Масса — около 0,954 солнечной, радиус — около 1,05 солнечного, светимость — около 0,988 солнечных. Эффективная температура — около 5777 К.

## Планетная система
В 2011 году группой астрономов проекта SuperWASP открыта планета WASP-57 b.